# ミドル・イースト・アイ
ミドル・イースト・アイ (Middle East Eye, MEE) は、ロンドンに拠点を置くインライン・ニュース事業で、中東で起こる事件をカバーしている。公式サイトによると、MEEは「独立した資金源によって運営されているオンライン・ニュース組織として2014年4月に創設された」という。中東ニュースの主要なポータルサイトとなることを目指しており、ターゲットとする層は「この地域の中や周辺に住み、この地域の運命に深い関心を寄せるあらゆる読者たち (all those communities of readers living in and around the region that care deeply for its fate)」である。
MEEは、サウジアラビアやその同盟国を初めとした政府やその他の識者により、カタールやムスリム同胞団寄りの情報の発信者として指摘されている。
2019年1月から、MEEの記事の一部は、AFPBBが日本語で配信している。

## 組織
MEE の編集責任者は、かつてイギリスの新聞『ガーディアン』紙で外国首脳記事のチーフを務めたデヴィッド・ハースト (David Hearst) である。MEE は、2013年にイギリスで設立されたリミテッド・カンパニー（有限責任会社）であるM.E.E 社 (M.E.E Ltd) が所有している。ニュース編集者のダニア・アッカド (Dania Akkad) によると
、記事の大部分はフリーランスの書き手によるもので、ニュース、特集記事、論説などを担っている。特に注力しているのは、ニュースの地元の人々に光を当てた、局地的な記事である。
MEE は、ロンドンの事務所に20人ほどの常勤者を雇用している。M.E.E 社の取締役 (director) ジャマール・ベサッソ（Jamal Bessasso、姓はバサッソ Bassasso とも）は、かつてはアルジャジーラで企画・人事担当の取締役であった。

## 批判と論争

### ハマス、ムスリム同胞団、カタールとのつながり
アメリカン ・ エンタープライズ研究所の研究者であるマイケル・ルービンは、MEE とその編集責任者であるデヴィッド・ハーストが、記事の中でハマスのニュース素材を独占的に入手していると指摘している。ルービンは、ハーストがムスリム同胞団を賞賛、擁護する論説を執筆している、とも指摘している。ルービンによれば、ミドル・イースト・アイのウェブサイトを登録した人物は、イギリスに拠点を置く慈善団体とされるインターパルの元職員であり、この団体はアメリカ合衆国財務省からハマスの資金協力者と認定されているという。
サウジアラビアは、MEEが直接間接にカタールから資金を提供されているニュース媒体であると非難している
。アラブ首長国連邦の新聞『The National』は、ミドル・イースト・アイの報道には反アラブ首長国連邦のバイアスがかかっている主張し、MEEの職員に何人ものアルジャジーラ出身者がいると指摘している。同紙はまた、MMEがムスリム同胞団の何人ものメンバーとつながりを持っているとも非難している。同紙の見解は、ハドソン研究所の報告書にも引用されている。
2017年6月22日、カタール外交危機の最中、サウジアラビア、アラブ首長国連邦、エジプト、バーレーンは、カタールに対してミドル・イースト・アイの閉鎖を含む13項目の要求を出したが、これは各国が、MMEについて、ムスリム同胞団に同情的であり、カタールから資金を得てカタール寄りの媒体になっていると見たためであった。
これらの批判に対し、MEEの編集部は公式見解を出し、MEEはカタールやその他政府・運動から資金提供を受けておらず、これまでもカタール政府に批判的な記事を配信してきたと説明した。また、MEEの閉鎖要求に対しては、思想の自由への攻撃であると批判した。

### 閉鎖要求が13項目に盛り込まれたメディア
- アルジャジーラ
- en:Rassd News Network
- en:The New Arab